# Heilige Synode

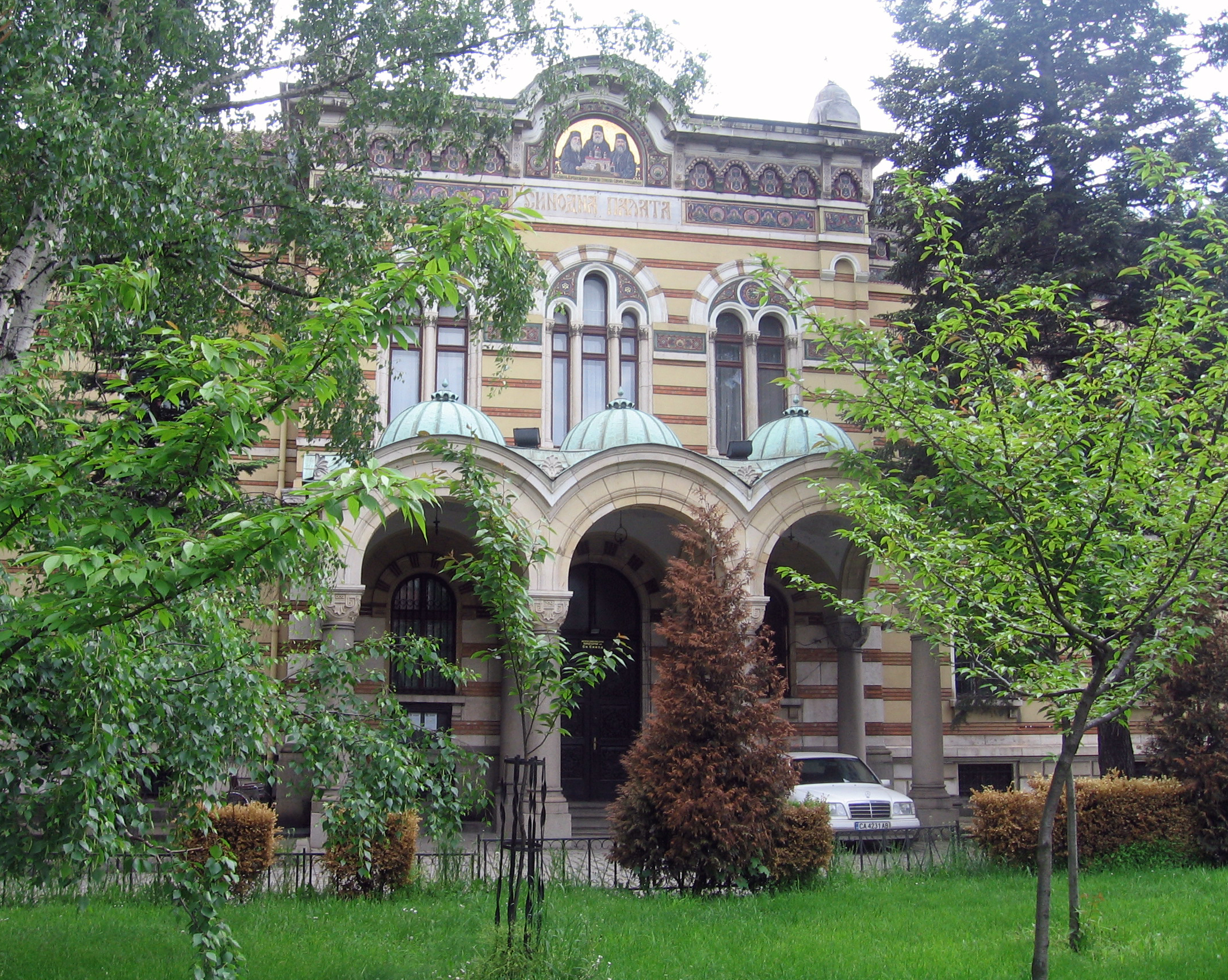
Gebouw van de Heilige synode van de Bulgaars-Orthodoxe Kerk in Sofia

De Heilige Synode is in de oriëntaals-orthodoxe en oosters-orthodoxe kerken de kerkelijke vergadering van kerkleiders. Het is de hoogste instelling van de kerkelijke hiërarchie, de hoogste autoriteit in de Kerk. De synode is samengesteld uit de patriarch of de metropoliet en een aantal (aarts)bisschoppen. Ze heeft de opperste gerechtelijke en bestuurlijke macht en bepaalt de regels en de reglementering inzake geloof, organisatie en eredienst.
De Heilige Synode is in zekere mate vergelijkbaar met de katholieke Bisschoppensynode, die tegen het einde van het Tweede Vaticaans Concilie door Paus Paulus VI in het leven geroepen werd.

## Vroege synodes
De gewoonte om een synode bijeen te roepen, om theologische kwesties en-/of ernstige vraagstukken betreffende de kerk te bespreken, gaat terug tot het begin van de kerkgeschiedenis. Reeds in Bijbelse tijden kwamen de apostelen bijeen in Jeruzalem om een oplossing te zoeken voor de vraag of heidense bekeerlingen zich dienden te houden aan de joodse wetten (uit de Hebreeuwse Bijbel). Het werd in de jaren daarna een gewoonte tot een synode op te roepen wanneer bepaalde vragen om een oplossing vroegen. Bisschoppen riepen hun geestelijken bijeen voor synodes. Patriarchen en metropolieten deden hetzelfde bij hun suffragane bisdommen. Vanaf het jaar 325 werden er grote synodes gehouden, waarbij de gehele universele christelijke Kerk vertegenwoordigd was. Deze synodes staan bekend als de Algemene of Oecumenische concilies.

## Oriëntaalse Heilige Synodes

### Koptisch-orthodoxe Heilige Synode
De Heilige Synode van de Koptisch-orthodoxe Kerk is de hoogste autoriteit binnen het Patriarchaat van Alexandrië. Zij bepaalt de regels en voorschriften met betrekking tot de kerkelijke aangelegenheden op het gebied van geloof, eredienst en organisatie. Aan het hoofd van de synode staat de Patriarch van Alexandrië. Momenteel is dat Theodorus II. De leden van de synode zijn 76 bisschoppen en patriarchale vicarissen.

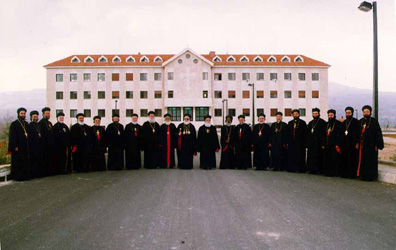
Patriarch Zakka I Iwas met de aartsbisschoppen van de Heilige Synode in Saydnaya, Damascus

### Syrisch-orthodoxe Heilige Synode
De functie van de Syrisch-orthodoxe Synode is vrijwel identiek aan die van de Koptische. De synode is de hoogste religieuze, spirituele, wetgevende en administratieve autoriteit binnen de Kerk. Aan het hoofd staat de Patriarch van Antiochië en het gehele Oosten. De leden van de synode zijn de metropolieten en de patriarchale vicarissen.

## Oosters-orthodoxe Synodes

### Russische Heilige Synode
De Synode van de Russisch-orthodoxe Kerk was oorspronkelijk de Heiligste Regerende Synode. Ze werd in 1721 opgericht door onder meer Peter de Grote om het Patriarchaat van Moskou te vervangen. Tijdens de Februarirevolutie van 1917 werd de synode afgeschaft. Een nieuw synode onder Tichon van Moskou werd in 1918 ingesteld. Tegenwoordig is de Heilige Synode de hoogste autoriteit van de Kerk. Aan het hoofd staat de patriarch.

### Griekse Heilige Synode
De Grieks-orthodoxe Kerk vormde zich in 1833 toen 36 Griekse bisschoppen zich onafhankelijk verklaarden van het Oecumenisch patriarchaat van Constantinopel en een Heilige Synode installeerden. Aan het hoofd van deze synode staat de Aartsbisschop van Athene, Ieronymos. Leden zijn de bisschoppen van de 81 bisdommen.